# Patuakhali

Patuakhali är en stad i provinsen Barisal i södra Bangladesh. Staden är belägen i Gangesdeltat och hade 65 000 invånare vid folkräkningen 2011, med förorter 69 837 invånare. Patuakhali blev en egen kommun 1892.